# Bellou
Pour les articles homonymes, voir Bellou (homonymie).
Bellou est une ancienne commune française, située dans le département du Calvados en région Normandie, devenue le 1er janvier 2016 une commune déléguée au sein de la commune nouvelle de Livarot-Pays-d'Auge.
Elle est peuplée de 133 habitants.

## Géographie
La commune de Bellou est située à 18 kilomètres de Lisieux, dans le pays d'Auge.
| Sainte-Marguerite-des-Loges | Notre-Dame-de-Courson | Notre-Dame-de-Courson |
| Saint-Ouen-le-Houx          | Bellou                | Notre-Dame-de-Courson |
| Lisores                     | Les Moutiers-Hubert   | Les Moutiers-Hubert   |

## Toponymie
Le nom de la localité est attesté sous les formes Berlou en 1186 et Bello en 1453. Le toponyme pourrait être issu du gaulois/bas latin berula, « berle, cresson ». Suffixé d'-avum, il indiquerait la présence de ces plantes en ce lieu,.

## Histoire
En 1833, Bellou (327 habitants en 1831) absorbe Bellouet (161 habitants), au nord de son territoire. La commune de Bellouet correspond aujourd'hui aux hameaux du Bas de Bellouet et du Haut de Bellouet.

## Politique et administration
| Période                                  | Période       | Identité        | Étiquette | Qualité              |
| ---------------------------------------- | ------------- | --------------- | --------- | -------------------- |
| 1987                                     | 2001          | Roger Philippin | SE        | Agriculteur          |
| 2001                                     | décembre 2015 | René Yonnet     | SE        | Retraité de La Poste |
| Les données manquantes sont à compléter. |               |                 |           |                      |

Le conseil municipal était composé de onze membres dont le maire et un adjoint.

## Démographie
En 2021, la commune comptait 133 habitants. Depuis 2004, les enquêtes de recensement dans les communes de moins de 10 000 habitants ont lieu tous les cinq ans (en 2004, 2009, 2014, etc. pour Bellou) et les chiffres de population municipale légale des autres années sont des estimations.
Bellou a compté jusqu'à 477 habitants en 1836, mais les deux communes de Bellou et Bellouet totalisaient 555 habitants en 1806.
| 1793 | 1800 | 1806 | 1821 | 1831 | 1836 | 1841 | 1846 | 1851 |
| ---- | ---- | ---- | ---- | ---- | ---- | ---- | ---- | ---- |
| 348  | 289  | 383  | 361  | 327  | 477  | 439  | 389  | 395  |

| 1856 | 1861 | 1866 | 1872 | 1876 | 1881 | 1886 | 1891 | 1896 |
| ---- | ---- | ---- | ---- | ---- | ---- | ---- | ---- | ---- |
| 360  | 320  | 303  | 287  | 273  | 243  | 262  | 266  | 262  |

| 1901 | 1906 | 1911 | 1921 | 1926 | 1931 | 1936 | 1946 | 1954 |
| ---- | ---- | ---- | ---- | ---- | ---- | ---- | ---- | ---- |
| 254  | 240  | 230  | 242  | 211  | 208  | 240  | 235  | 224  |

| 1962 | 1968 | 1975 | 1982 | 1990 | 1999 | 2004 | 2009 | 2014 |
| ---- | ---- | ---- | ---- | ---- | ---- | ---- | ---- | ---- |
| 228  | 167  | 129  | 107  | 121  | 125  | 140  | 153  | 142  |

| 2018 | - | - | - | - | - | - | - | - |
| ---- | - | - | - | - | - | - | - | - |
| 135  | - | - | - | - | - | - | - | - |

| 1793 | 1800 | 1806 | 1821 | 1831 |
| ---- | ---- | ---- | ---- | ---- |
| 192  | 164  | 172  | 159  | 161  |

## Lieux et monuments
- Manoir et son colombier du XVIe siècle. Le manoir fait l'objet d'un classement au titre des monuments historiques depuis le 5 février 1923, le bâtiment du pressoir, avec ses mécanismes, ainsi que la cave attenante, depuis le 2 novembre 2004[13].
- Église Notre-Dame des XVIe et XIXe siècles. L'église de la paroisse de Bellouet a été détruite après la fusion des deux paroisses[14].

## Personnalités liées à la commune
- Rose Harel (1826 à Bellou - 1885), poétesse.